# پدران و پسران
پدران و پسران (به روسی: Отцы и дети Ottsy i dety) رمانی است از ایوان تورگنیف که در سال ۱۸۶۲ نوشته شده و در فهرست ۱۰۰۱ کتاب خواندنی قبل از مرگ قرار گرفته‌است. این کتاب، اولین بار توسط مهری آهی ترجمه شده است. ترجمه ی دیگری نیز از فرزانه طاهری  از سوی نشر مرکز در سال ۱۴۰۲ ، روانه ی بازار نشر شده است.

## طرح
همان‌طور که از اسم این کتاب پیداست، در وصف پدران و پسرانی است که از لحاظ زمانی و ایدئولوژیکی مربوط به دو دوران متفاوتی است؛ در این کتاب پدران نماد افراد محافظه کار و سنت گرایی هستند که در آن‌ها اصلاحاتی یا به کندی یا اصلاً به وجود نمی‌آید؛ اما پسران که کانون توجه نویسنده در این رمان است افرادی بسیار رادیکال هستند که شخص قهرمان داستان به نام بازارف که پیرو مکتب نهیلیسم و ماده گرایی مفرط است در جدال با مکتب مخالف خود یعنی پدران کلنجار می‌روند.
داستان مناظره‌هایی که بازارف با افراد مخالف خود انجام می‌دهد، از نکات جالب این کتاب است.بازارف با متانت و خونسردی کامل بعضاً عصبانیت آن‌ها را بر می‌انگیزد.